# 北御門二郎
北御門 二郎（きたみかど じろう、1913年2月16日 - 2004年7月17日）は、日本のレフ・トルストイ専門の翻訳家・文学研究者、農場経営者、平和主義者。トルストイの平和思想に共鳴し、農業を営みながら彼の作品を翻訳した。良心的兵役拒否をしたことでも知られる。孫の小宮由は翻訳家。

## 生涯
熊本県球磨郡湯前町に生まれる。旧制第五高等学校（現・熊本大学）在学中にトルストイの『イワンの馬鹿』を読み絶対非暴力の思想に衝撃を受け、以後トルストイに傾倒。1933年に同校文科甲類を卒業し、東京帝国大学文学部英吉利文学科入学。1936年6月、大学での学問に疑問を感じ、大学在籍のまま満州の哈爾濱（ハルビン）に渡り白系ロシア人にロシア語を学ぶ。体調を崩したこともあり、翌1937年5月に帰国。
1938年、兵役拒否を図り遁走。家族の懇望で同年4月22日徴兵検査を受検するが結果的に兵役免除となる。同年東京大学を中退、熊本に帰り、球磨郡水上村に就農。晴耕雨読の生活を送る。瀧川幸辰・河上肇らと交流があった。地の塩書房刊『ある徴兵拒否者の歩み』（2009年にみすず書房で再刊）と、地元熊本の不知火書房刊『くもの糸 北御門二郎聞き書き』が詳しい。
1958年、同人誌『座標』創刊に参加し、小説「仮初ならば」の一部を発表。完結後に単行本化を目指すが挫折。この頃からトルストイ文学の翻訳を志し、1965年青銅社から『生ける屍』『懺悔』を刊行。1966年から『復活』の翻訳に着手、同年青銅社が倒産後も家業の傍ら翻訳を継続。1973年、本多秋五の尽力で『神の国は汝等の衷にあり』(冬樹社)刊行。1976年、熊本県立宇土高等学校の生徒との共作として『イワンの馬鹿』版画集を共同出版。
トルストイ三部作翻訳完成の後押しを受け1978年から翌年にかけて『戦争と平和』『アンナ・カレーニナ』『復活』（各東海大学出版会、のちに第16回日本翻訳文化賞受賞）。
護憲論者であり、九州における護憲運動の象徴的人物としてしばしばジャーナリズムに登場した。
2006年、童話民話集『トルストイの散歩道』全5巻（あすなろ書房）刊行。

## 著書
- かりそめならば 青銅社 1965
- トルストイとの有縁 武蔵野書房 1981
- ある徴兵拒否者の歩み トルストイに導かれて 径書房 1983
- トルストイの涙 沢地久枝対話 エミール社 1992
- くもの糸 北御門二郎聞き書き 南里義則 不知火書房 2005

## 翻訳
- 生ける屍 トルストイ 青銅社 1965
- 懺悔 トルストイ 青銅社 1965
- 神の国は汝等の衷にあり トルストイ 冬樹社 1973
- 戦争と平和 トルストイ 東海大学出版会 全3巻 1978-1979 新版2001
- 二老人 レフ・トルストイ 虹の会版画集出版事業会 1978.10
- アンナ・カレーニナ トルストイ 東海大学出版会 全3巻 1979 新版2000
- 復活 トルストイ 東海大学出版会 1979 新版2000
- 火の不始末は大火のもと レフ・トルストイ 虹の会版画集出版事業会 1980
- 愛ある所に神有り レフ・トルストイ 虹の会版画集出版事業会 1981.3
- トルストイ戯曲集 武蔵野書房 1982.8
- 人には沢山の土地がいるか レフ・トルストイ 虹の会版画集出版事業会 1982.2
- 文読む月日 言葉は神なり レフ・トルストイ 地の塩書房 全2巻 1983-1984、新版1994。ちくま文庫 全3巻 2004
- 人生の道 レフ・トルストイ 武蔵野書房 1985.1
- トルストイの民話版画集 レフ・トルストイ 地の塩書房 1985.6
- イワン・イリイッチの死 レフ・トルストイ 地の塩書房 1989.1
- 光あるうちに光の中を歩め レフ・トルストイ 地の塩書房 1989.5
- 作男エメリヤンと空太鼓 レフ・トルストイ 虹の会版画集出版事業会 1992.3
- トルストイ的共同体《生命と労働》の歴史的描写とその考察 ベェ・ウェ・マズーリン 1992（北御門訳トルストイ文庫 別巻6）
- ペレストロイカの鏡としてのレフ・トルストイ エル・エヌ・トルストイの死後80年に際して イリヤ・コンスタンチノーフスキー 1992（北御門訳トルストイ文庫 別卷 7）
- イワンの馬鹿 レフ・トルストイ 地の塩書房 1993.9
- 世に罪人はいない トルストイ ポスレドニク出版 1996
- 幼年時代 トルストイ 講談社 2009.1
- 青年時代 トルストイ 講談社 2009.1
- 少年時代 トルストイ 講談社 2009.1

## 出演
- 教育テレビスペシャル「イワンの国のものがたり 澤地久枝・北御門二郎との対話」（1992年、NHK教育）[4]